# La Llei de l'embut
La llei de l'embut va ser un cadafal que l'artista faller Regí Mas va plantar a la Plaça del Mercat en 1944, que va obtenir el primer premi de la màxima categoria i el ninot indultat. Es considera esta falla com el treball més representatiu de l'artista, i hi ha hagut estudis que l'han situada com la falla més important de les plantades abans de 1945, i una de les deu més importants de tota la història.

## La falla

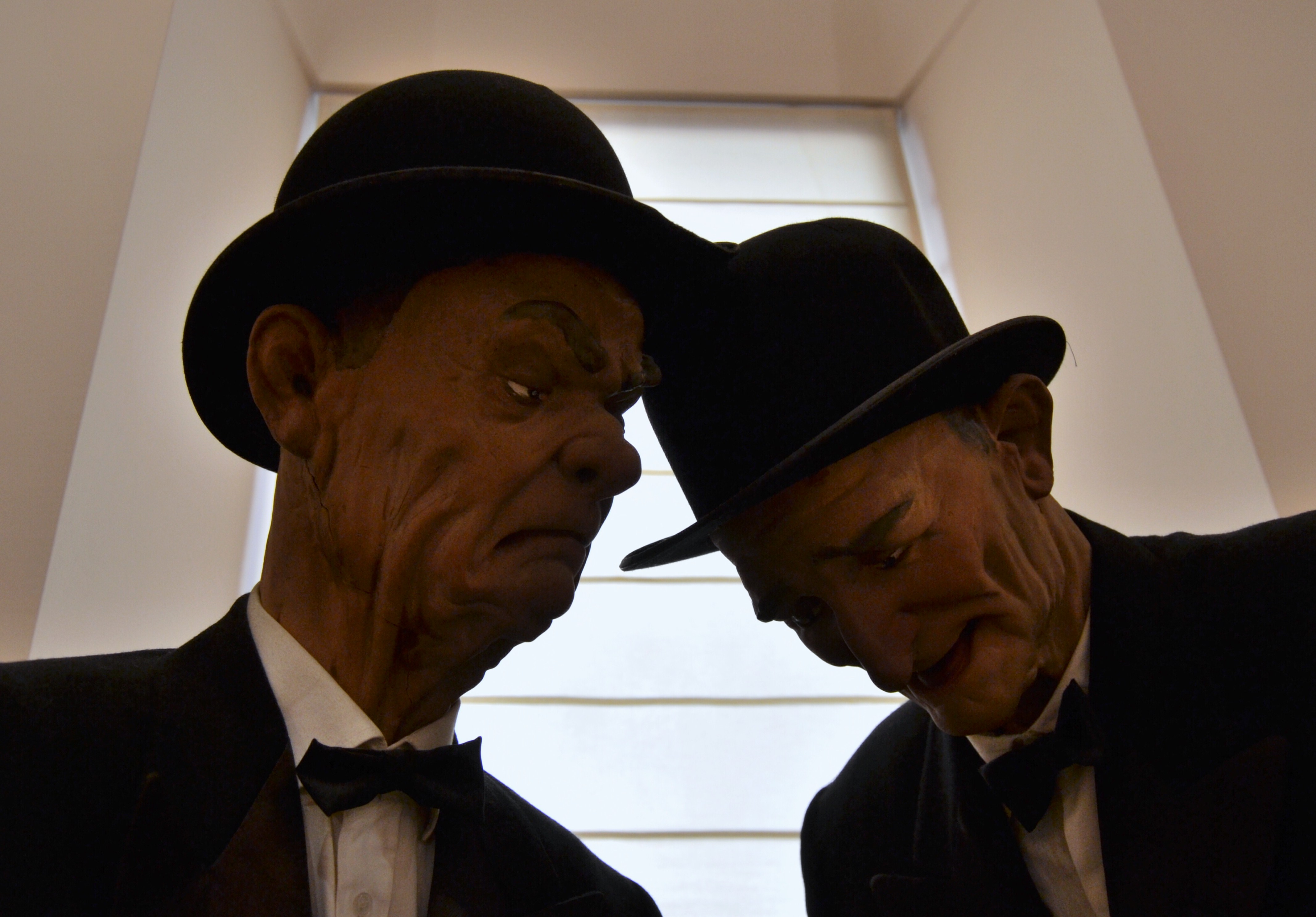
Dos germanetes dels pobres, ninot indultat de 1944.

El remat de la falla representava el Moisés de Miquel Àngel, fet que va valdre que se la coneguera com la falla del Moisés, si bé posteriorment esta figura ha estat reproduïda a altres cadafals. També se la va conèixer com la falla del mig rotllo amb faves, ja que els ninots tenien una base que reproduïa una espècie d'embolcall de faves. Esta solució estètica s'explica per la temàtica, ja que tractava sobre l'estraperlo.
A la falla es denunciava que estraperlistes i industrials pogueren realitzar estratagemes il·legals per enriquir-se mentre altres sectors de la societat, especialment intel·lectuals i artistes passaven dificultats per a guanyar-se la vida. A l'explicació del llibret es deia que els Deu Manaments havien estat substituïts per la llei de l'embut, que donava nom a l'obra.
El ninot indultat van ser realment dos ninots, que tanmateix no mostren l'escena completa. L'escena, dedicada a la germaneta dels pobres, mostrava a dos ancians abandonats (els ninots indultats que hui es poden visitar al Museu faller) que intentaven encendre un ciri, ja que l'escena completa representava un soterrar i incloïa el taüt d'un tercer ancià.
Estilísticament, esta falla suposava per a l'artista l'inici d'un període on Regí Mas va destacar per un classisime estètic que va influir en els artistes de l'època.

## Llegat

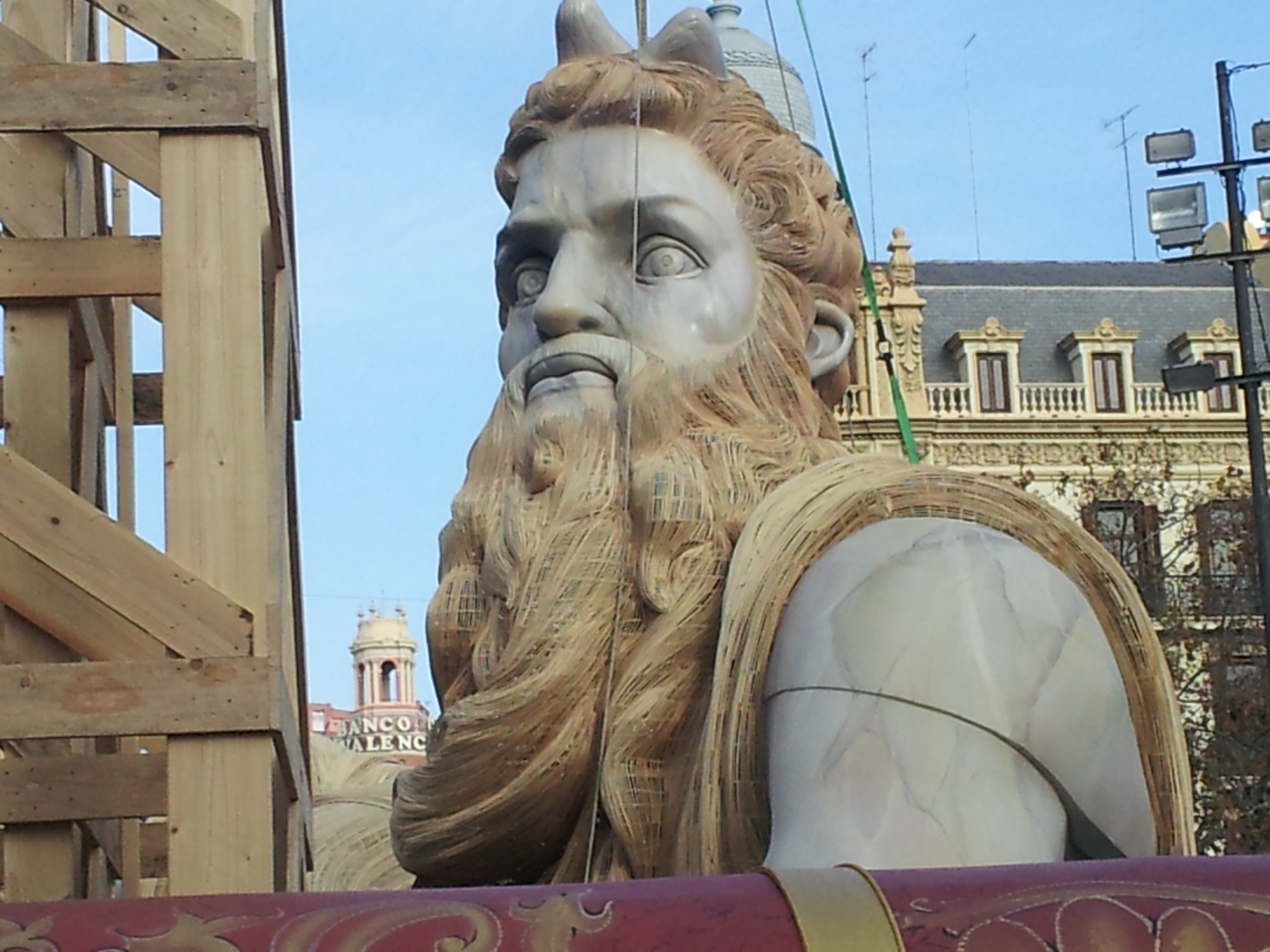
Plantà del Moisés de Manolo García a l'Ajuntament en 2014.

La figura del Moisés de Miquel Àngel s'ha reproduït posteriorment a altres falles, com la d'Antonio Ferrer Jorge per a Exposició-Misser Mascó en 1961, Vicente Agulleiro per a la Falla del Pilar, o Manolo García per a l'Ajuntament de València en 2014, este amb un Moisés fet de vareta descoberta. En 2009, centenari del naixement de l'artista, el seu poble natal, Benifaió, el va homenatjar plantant una reproducció d'esta mateixa falla, utilitzant els motlles realitzats per Agulleiro anys abans.